# Kadungora (plaats)
Kadungora is een bestuurslaag in het regentschap Garut van de provincie West-Java, Indonesië. Kadungora telt 4170 inwoners (volkstelling 2010).